# Oleg af Novgorod
Oleg af Novgorod (Old østslavisk: Ѡлегъ; russisk: Олег Вещий Oleg Vesjtjij "Profeten Oleg"; ukrainsk: Олег Віщий; Dansk: Helge) var en væringsk fyrste eller høvding, der regerede hele, eller dele af, folket Rus i slutningen af det 9. århundrede og begyndelsen af det 10. århundrede. Oleg er østslavisk version af det norrøne navn Helgi eller Helge.
Det var Oleg, der stod i spidsen for rus'ernes erobringer mod syd. Han indtog Smolensk og fortsatte senere længere sydpå langs Dnepr til det nuværende Kijev. Ifølge Nestorkrøniken narrede han Askold (Hoskuld) og Dir (Dyre) (udsendt af Rurik), der regerede i hovedstaden, og dræbte dem begge. Han tog magten i Kievriget og underlagde sig senere de andre stammerns områder og flyttede hovedstaden af Novgorod til Kijev, hvorved han skabte grundlaget for det magtfulde Kijevrige. Han var ifølge Nestorkrøniken herskeren over rus'erne fra 879 til 912.
| Citat | Og Oleg slog sig ned og blev fyrste i Kijev og han sagde: Lad dette blive moderen til de russiske byer. | Citat |
|       | |       |

Oleg gennemførte endvidere mindst et angreb på det Byzantinske Riges hovedstad Konstantinopel.
Oleg blev efterfulgt af Igor (Ingvar). Olegs relation til Igor er omtvistet blandt historikere, herunder særlig de tidsmæssige sammenhænge. 